# Вечёркин, Николай Ильич
Вечёркин Николай Ильич (16 июня 1933, Тузи, Мариинско-Посадский район, Чувашская АССР, РСФСР, СССР — 16 декабря 2000, Звенигово, Республика Марий Эл, Россия) — советский передовик производства. Заслуженный работник транспорта СССР (1991).

## Биография
В 1951 году окончил Звениговское речное училище, в дальнейшем обучался в Казанском речном техникуме (до 1962 года).
Капитан парохода «Турксиб», теплоходов «Дунайский-67», ОТ-2055 и других.

## Награды
- Заслуженный работник транспорта СССР (1991).
- Лауреат Государственной премии СССР (1976).
- Награждён орденом «Знак Почёта», медалями.
- Его именем названа улица в г. Звенигово.